# سنجق ألبانيا
سنجق ألبانيا ( التركية العثمانية: سنجاق آرونید، رومنة: Sancâk-ı Arvanid , أو آرونید سنجاغی، Arvanid sancâğı ; الألبانية: Sanxhaku i Arbërisë or Sanxhaku i Shqipërisë ) كانت وحدة إدارية من المستوى الثاني للإمبراطورية العثمانية بين عامي 1415م و1444م. شملت الولاية أراضي الوسط والجنوب من ألبانيا الحديثة بين كرويه ونهر كالاماس في شمال غرب اليونان .

## الخلفية
خلال القرن الرابع عشر، بدأ الحكم العثماني في التوسع على شرق البحر الأبيض المتوسط والبلقان. الطبيعة المنقسمة لألبانيا التي كانت تتألف من أملاك صغيرة متنازعة تحكمها أمراء إقطاعيون مستقلون ورؤساء قبائل، جعلت من الصعب الدفاع ضد غزو عثماني. في عام 1385، ناشد حاكم دوريس، كارل ثوبيا، السلطان العثماني طلبًا للدعم ضد منافسيه، عائلة بالشيش. سارت قوة عثمانية بسرعة إلى ألبانيا عبر طريق فيا إغناتيا وهزمت بالشا الثاني في معركة سافرا. سرعان ما أدى الأمر إلى أن أقسمت عشائر الألبان الرئيسية الولاء للإمبراطورية العثمانية. سمح العثمانيون لرؤساء العشائر الألبانية المحتلة بالاحتفاظ بمناصبهم وممتلكاتهم، لكن كان عليهم دفع الجزية، وإرسال أبناءهم إلى البلاط العثماني كرهائن، وتزويد الجيش العثماني بقوات مساعدة.

## التاريخ
قالب:History of Albania
تم إنشاء السنجق بين 1415–1417. بعد عام 1431، يبدو أن عاصمة السنجق كانت فلورة.
في فترة 1431–32 تم تسجيل جميع الأسر الريفية والحضرية وممتلكاتهم في جميع المقاطعات العشر لسنجق الأرفانيد. يظهر سجل 1432 أن المقاطعات في سنجق ألبانيا قُسمت إلى 335 تيمار، كل منها يتكون من قريتين أو ثلاث قرى. سجل الأرفانيد هو أحد أقدم سجلات الأراضي المتاحة في أرشيفات الإمبراطورية العثمانية، ونُشر عام 1954.
في 1432 ثار أندرو ثوبيا وجيرج أريانتي ضد الإمبراطورية. عندما بدأت ثورة ألبانيا 1432–36 كان سنجق بي ألبانيا علي بي إفرينوس أوغلو. تم قمع الانتفاضة أخيرًا خلال حملات 1435–36 لعلي بي وتركخان بك.
في عام 1437، عندما ثار تيودور الثالث موزاكا ضد العثمانيين، كان سنجق بي ألبانيا ابنه يعقوب بي موزاكا. في 1437–38 عُين سكاندربك نائبًا لكرويا، وبعدها عُين هزير بي مرة أخرى في نوفمبر 1438. كانت أول وظيفة لحاديم سهاب الدين باشا خارج قصر السلطان هي وظيفة سنجق بي سنجق ألبانيا، التي شغلها حتى عام 1439 عندما عُين بييلربي لروميليا. عندما تم ضم بيرمت إلى سنجق ألبانيا في 1441، ذُكر يعقوب بي كسنجق بي له. بقي في منصب سنجق بي سنجق ألبانيا حتى سبتمبر 1442 عندما قُتل كواحد من 16 سنجق بي عثماني تحت قيادة حاديم سهاب الدين باشا الذين قتلوا جميعًا على يد القوات المسيحية بقيادة يانوش هونيادي في معركة قرب نهر يالوميستا.
كان حاديم سليمان باشا سنجق بي ألبانيا لفترة وجيزة قبل أن يصبح سنجق بي سميديريفو.
تم إلغاء سنجق ألبانيا في 1444، بعد تشكيل رابطة ليزها. بعد أن سقط ألباسان مرة أخرى في يد العثمانيين، شهد بناء قلعة ألباسان تأسيس سنجق ألباسان. شمل السنجق الجديد إسبات (شبات) وتشيرمينيكا. في الوقت نفسه تم إنشاء سنجق أفلونا (فلورة) مع الأقسام الفرعية (كزا) من سكربار، بيرمت، بوغون، تيبيلينا وجيروكاستر.

## الإدارة
تم تنظيم الأراضي الألبانية المحتلة حديثًا ضمن سنجق الأرفانيد، وهي منطقة عسكرية إدارية تابعة لـإيالة رومليا (بلقان العثمانيين). تم تقسيم السنجق إلى تسع ولايةات، وهي أقسام فرعية تشمل مدينة وقراها المحيطة، يرأسها بيكات. وتقسّمت الولايات بدورها إلى نواحي تحت إشراف نائب (قاضي المنطقة). يمثل سنجق ألبانيا أول تعريف لألبانيا كوحدة إقليمية من قبل الإمبراطورية العثمانية، ويربط اللغة الألبانية بأرض محددة.
في 1431–32 أعد الحاكم العثماني عمر بي دفتر (مسح مساحي عقاري) في السنجق، الذي امتد من كرويا في الشمال إلى وادي نهر كالاماس في الجنوب.
| الولاية               | المركز                  | ملاحظات             |
| --------------------- | ----------------------- | ------------------- |
| إرجيريكاصري أو زينيبس | إرجيريكاصري (جيروكاستر) |                     |
| كليسورا               | كليسورا (كيلسير)        |                     |
| كانينا                | كانينا (كانين)          |                     |
| بيلغراد               | بيلغراد (بيرات)         |                     |
| تومورينس              | تومورينس (توموريتش)     |                     |
| إسكرابار              | إسكرابار (سكرابار)      |                     |
| بافلو-كورتيك          |                         | 20 تيمار (9 مسيحي). |
| شارطولوس              |                         |                     |
| أكجاهيسار             | أكجاهيسار (كرويا)       |                     |

### الحكام
- علي بي إفرينوس أوغلو (حوالي 1432–37)
- يعقوب بي موزاكا (1437–38)
- حادم شهاب الدين (1438–39)
- يعقوب بي موزاكا (نشط 1441–سبتمبر 1442)
- حادم سليمان باشا (حاكم رومليا) (؟)